# 克利本鎮區 (阿肯色州菲利普斯縣)
克利本鎮區（英語：Cleburne Township）是位於美國阿肯色州菲利普斯縣的一個行政鎮區。

## 地方資料
克利本鎮區的面積為58.77平方千米，當中陸地面積為58.70平方千米，而水域面積為0.07平方千米。根據2010年美國人口普查的數據，當地共有人口660人，而人口密度為每平方千米11.23人。